# グンデルスハイム (ハイルブロン郡)
グンデルスハイム (ドイツ語: Gundelsheim, ドイツ語発音: [ˈgʊndl̩sha‿im])は、ドイツ連邦共和国バーデン＝ヴュルテンベルク州ハイルブロン郡の都市。何世紀にもわたりドイツ騎士団領に属していたため「ドイツ騎士団の都市」と呼ばれる。その城は、ドイツからチェコにまたがるドイツ観光街道の一つである古城街道にエントリーされている。

## 地理

### 位置
グンデルスハイムは、ハイルブロン郡北部のネッカー川沿いに位置している。

### 隣接する市町村
グンデルスハイムに隣接する市町村は、西から時計回りに、ハスマースハイム、ネッカーツィンメルン、ビリヒハイム（以上3つはネッカー＝オーデンヴァルト郡）、ノイデーナウ、バート・フリードリヒスハル、オッフェナウ、バート・ラッペナウ（以上4つはハイルブロン郡）である。

### 市の構成
グンデルスハイムは、グンデルスハイム、バーヒェナウ、ヘヒストベルク、オバーグリースハイム、ティーフェンバッハの各市区からなる。
グンデルスハイム市区には、ベッティンゲン、ドルンバッハ、ベッティンガー・ホーフ、ホーシェーン、ミヒャエルスベルク、ホーネック城といった小地区（あるいは小集落）が含まれる。ヘヒストベルク市区にはベルンブルンおよびバッハミューレが、ティーフェンバッハ市区にはミシヒミューレといった小地区が含まれている。

## 歴史
グンデルスハイム周辺地域に人が住んだ最も古い痕跡は、新石器時代まで遡る。ケルト時代（紀元前400年頃）、ローマ時代（100年頃）、フランケン＝アレマン時代（300年頃）の遺跡も確認されている。
最初の文献上の記録は、766年の日付があるロルシュ文書に Gundolfsheimの名前で遺されている。これは、ロルシュ修道院の所領目録であるが、8世紀の贈与証明書にもグンデルスハイムの名が登場する。この名前は、部族長グンドルフに率いられたフランケン人の入植地を暗示している。ホーネック城（城砦）は、おそらく12世紀に建設された。Ludevicus de Horneckの名が1238年に記録されている。1250年頃にコンラート・フォン・ホーネックはグンデルスハイムとベッティンゲンの自領をドイツ騎士団に寄贈した。騎士団はその後まもなく村の全域を所領として獲得した。1378年に皇帝カール4世から都市権を与えられた。この権利は、1398年にヴェンツェルによって追認され、さらに市場開催権が拡大された。都市権を授与された後、この都市は市壁、塔、堀によって防御を固めた。中世の壁に囲まれた都市は、現在のシュロス通りとそれに交差して市教会から城へ通じる通りに沿って広がっている。
何度にもわたって拡張されたホーネック城は、1438年にドイツ騎士団総長の居館となった。1500年に皇帝マクシミリアン1世は、重罪刑事裁判権を与えた。
1525年のドイツ農民戦争では、反乱を起こした農民達がホーネック城を破壊したため、騎士団総長はマーゲントハイムに移った。グンデルスハイムの城砦は、1533年に城館として再建されて以後は、単に一つの修道会管区の司令部となった。1546年から1552年までの間この都市は、様々な占領軍や略奪に悩まされた。1611年にはペストが襲い、三十年戦争では1618年から1631年までは軍隊の通過や宿営に、1648年以後は占領や戦闘行為に苦しめられ、さらにはまたしてもペストに苛まれた。続くプファルツ継承戦争では、焼き討ちにすると脅され、軍税を徴収され、軍隊の通過と災いが降りかかった。
18世紀になってこの街は、ドイツ騎士団の下、再び最盛期を迎えた。市教会は1701年に改築され、城館も1720年以降近代化された。この時代に現在も市街に遺る多くのバロック住宅の建設工事が行われた。

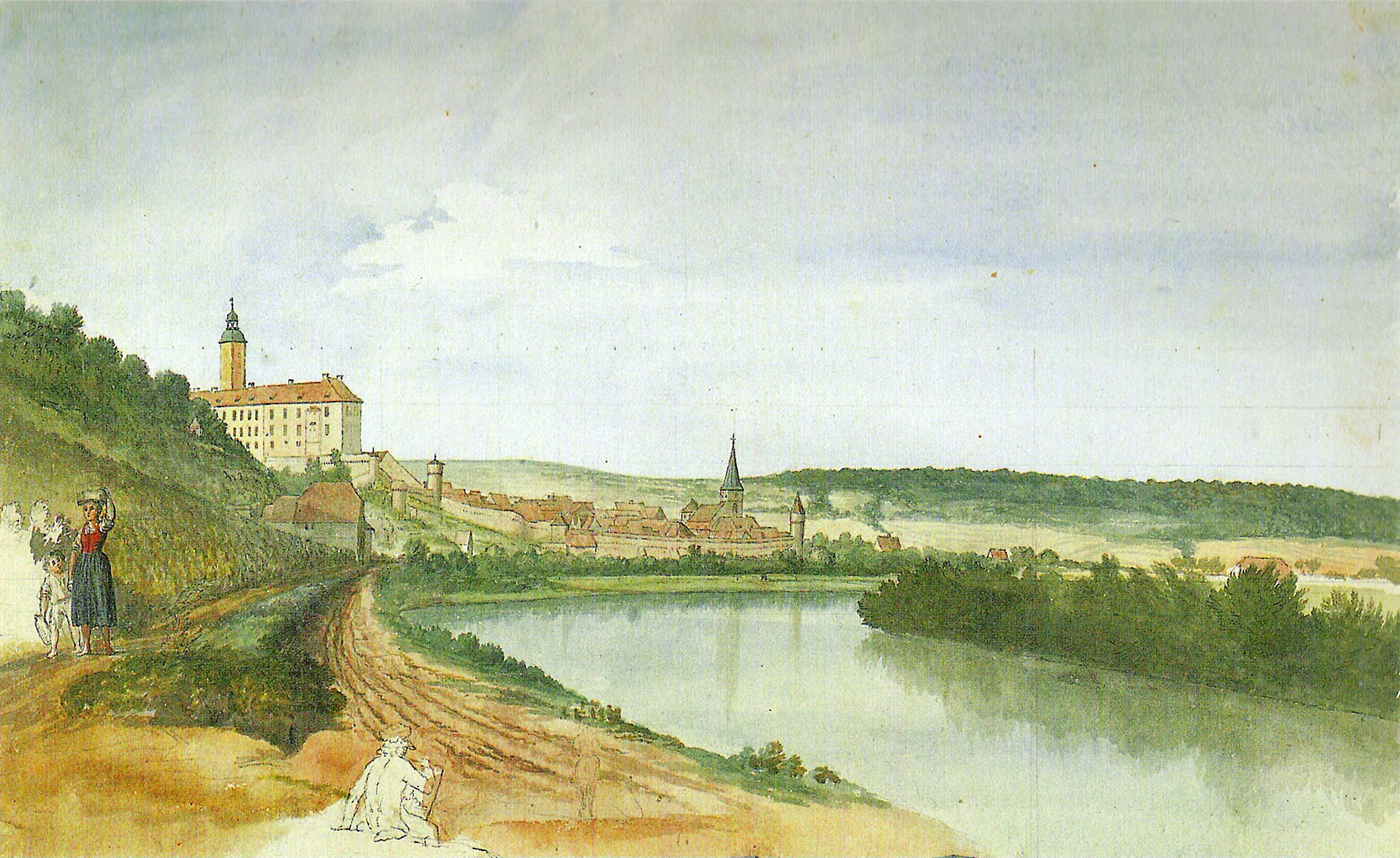
1833年頃のグンデルスハイム

1805年12月、陪臣化（ナポレオン戦争後に行われた教会領および騎士団領の国有化）に伴いグンデルスハイムは、当時の市区であったティーフェンバッハおよびヘヒストベルクとともに、ヴュルテンベルク王国に編入された。グンデルスハイムは、行政機能を失い、1817年までオーバーアムト・ネッカーズルム（オーバーアムトは当時の地方行政区分）の下位機関の所在地に過ぎない存在となった。1816年から1818年まで凶作による飢餓に襲われた。ヴュルテンベルク時代には、市門、塔、市壁が急速に取り壊され、市域は中世の市境を越えて拡大していった。一方、市民の社会資本は充実していった。1829年に市立病院、1832年に薬局、1845年に救貧院、1863年に消防団がそれぞれ設立された。1878年にはネッカー川の鎖牽引船が運航を始め、1879年にネッカータール鉄道が開通した。
1935年から1937年にネッカー川運河化工事が行われ、堤防、堰、橋、水力発電所が建設された。70基以上のトーチカを連ねた防衛ライン、ネッカー＝エンツ＝シュテルンクの建設に際しては、グンデルスハイム周辺でも厳重な秘密保持下で建設が進められた。

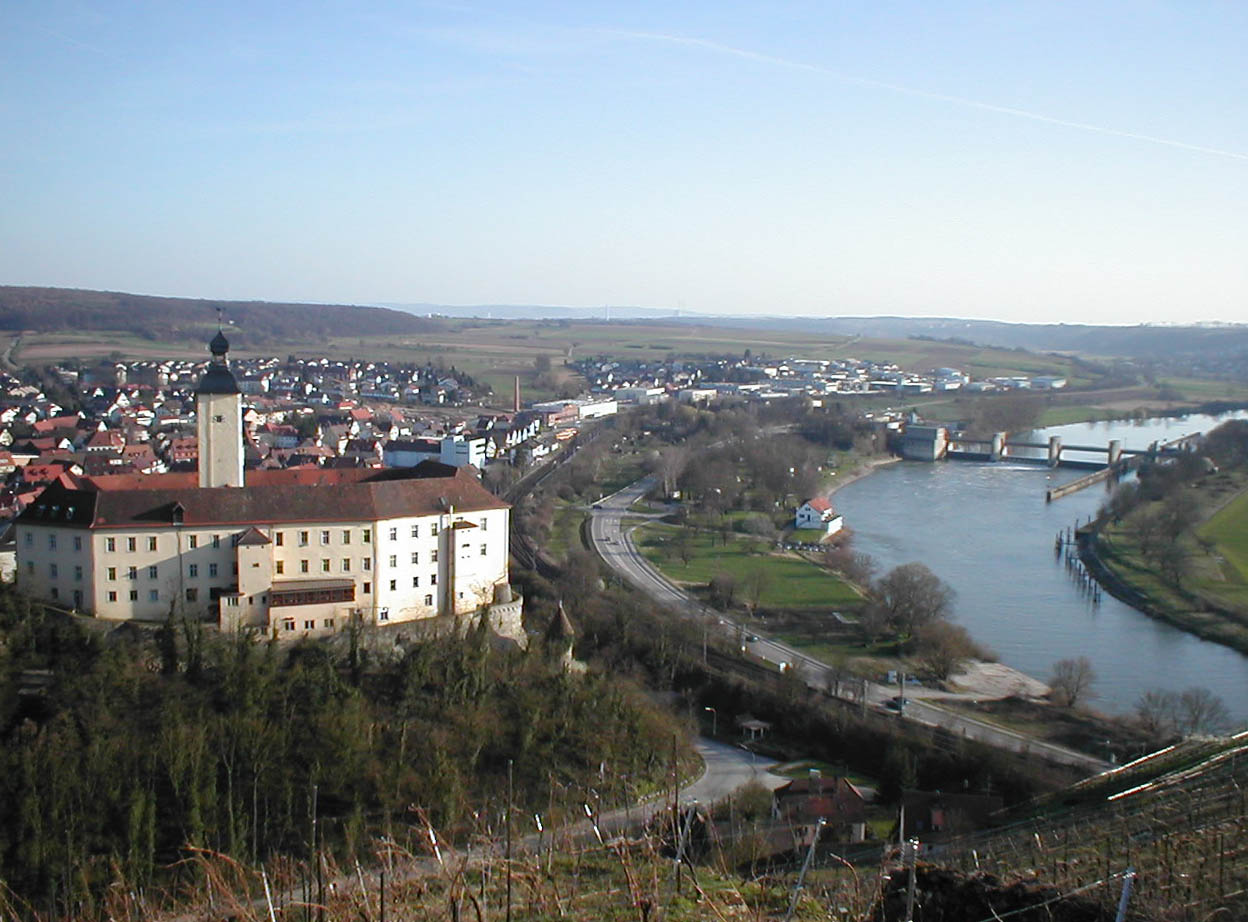
ミヒェルスベルクから見たグンデルスハイム（2007年）左手前景がホーネック城

1938年に、帝国総督ヴィルヘルム・ムルの指令によりベッティンゲンがグンデルスハイムに合併した。第二次世界大戦後に放逐民が移住してきたことで人口は増加した。特に、ジーベンビュルゲン（トランシルヴァニアのドイツ語名）からの人々（トランシルヴァニア・ザクセン人）がこの地に入植し、ジーベンビュルゲン救済会とともにホーネック城に文化センターを設立した。

### 宗教
グンデルスハイム住民の多くがカトリック信者であるが、この都市にはプロテスタント教会もあり、また2006年にはムスリムのためにモスクが建設された。
ユダヤ人は、16世紀からグンデルスハイムに住んでいた。三十年戦争の時代に付近の村からグンデルスハイムに多くのユダヤ人が入植し、1644年には7家族44人が住んでいた。シナゴーグは、おそらく、17世紀に建設された。1705年には、ドイツ騎士団の要求する保護税が倍増され、貧しいユダヤ人には移住勧告がなされた。ユダヤ人は上流階級の住む通りから排除され、居住地域を制限された。1725年には7家族35人から40人ほどのユダヤ人がいたが、1781年には2家族だけになっていた。1806年には町にユダヤ人がいなくなり、その後、ユダヤ人は散発的に住むだけであった。1910年および1933年には、それぞれ9人のユダヤ人がいたが、1938年にはアメリカに移住した。

### 市町村合併
- 1938年: ベッティンゲン
- 1962年4月1日: ベルンブルンがヘヒストベルクに合併
- 1971年9月1日: ティーフェンバッハ
- 1974年1月1日: バーヒェナウ
- 1975年1月1日: ヘヒストベルク、オーバーグリースハイム

### 人口推移
- 1806年: 855人
- 1905年: 1,277人
- 1938年: 2,000人
- 1950年: 2,948人
- 2005年: 7,479人
- 2010年: 7,221人
- 2015年: 2,358人

## 行政

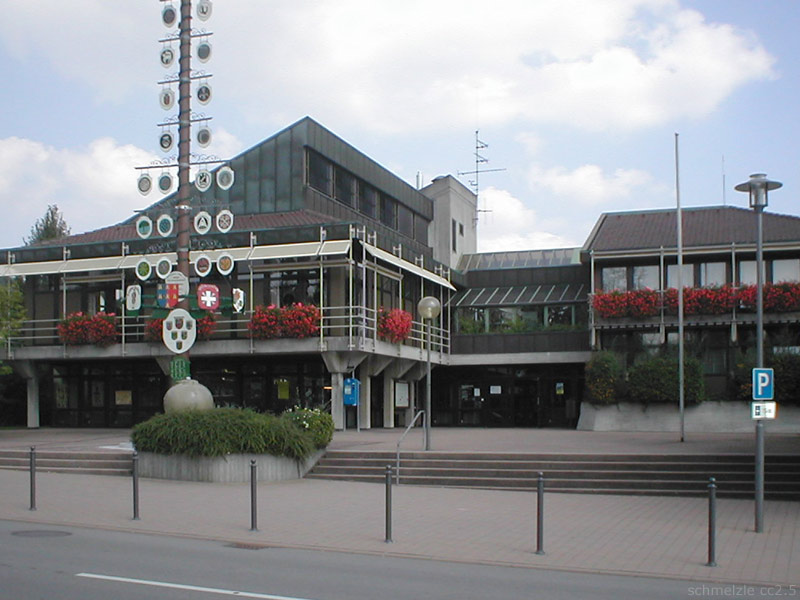
グンデルスハイムの市役所

### 市議会
グンデルスハイムの市議会は、2004年6月13日の選挙で選出された23人の議員からなる。議会では、これに市長が加わり、議長を務める。

### 市長
2007年4月29日に市長選挙が行われた。24年間にわたって市長職を務めたロタール・オーハイムは、離職した。任期8年の後任者には、59.6%の票を集めたヘイケ・ショーカッツが選出された。オーハイムは離職の際、グンデルスハイムの名誉市民の称号を得た。ショーカッツは、2007年6月11日に市長に就任した。

### 紋章と旗
図柄: 四分割。左上:銀地に黒十字。右上:四分割、赤地と銀地の市松模様で、銀地の部分には青い鉄兜がヴェア・イン・ペイルの配置で2列に各列2つ、計4つずつ描かれている。左下: 赤地に黄金の十字型に配置された、金属の留め金。右下: 金地に青の波状の逆斜め帯、その右下に黒の大文字で「G」の文字。市の旗は緑 - 白である。
この紋章は、1538年3月13日にドイツ騎士団総長ヴァルター・フォン・クロンベルクによって授けられた。左上の黒十字（「ドイツ騎士団の十字」と呼ばれる）は、この都市がドイツ騎士団領に属したことを示している。鉄兜が描かれた右上は、クロンベルク家の家門から転用したものである。「キルヒェンシュパンゲ」（教会の留め金）とも呼ばれる左下の図柄は、グンデルスハイムをドイツ騎士団に寄贈したホーネック家の家紋である。右下の波帯はネッカー川を意味し、Gの文字はこの都市の名前の頭文字である。
この都市は、この紋章を印章としても用いており、最も古いものでは1627年の印影が遺されている。この紋章の由来は一旦忘れられ、1904年からは三峰の上にブドウの蔓をあしらった別の紋章が用いられ、1936年からは印章にもこれが用いられた上、これに基づいて旗の色が定められた。1937年にヴュルテンベルクの文書局は、ブドウの紋章に、古い紋章から採ったドイツ騎士団の十字を書き加えることを提案したのだが、総督ムルの抵抗により実現しなかった。その後、市はブドウの紋章の代わりに、古い紋章を採用することとし、1957年8月14日にバーデン＝ヴュルテンベルク州内務省の認可を得た。

## 文化と見所

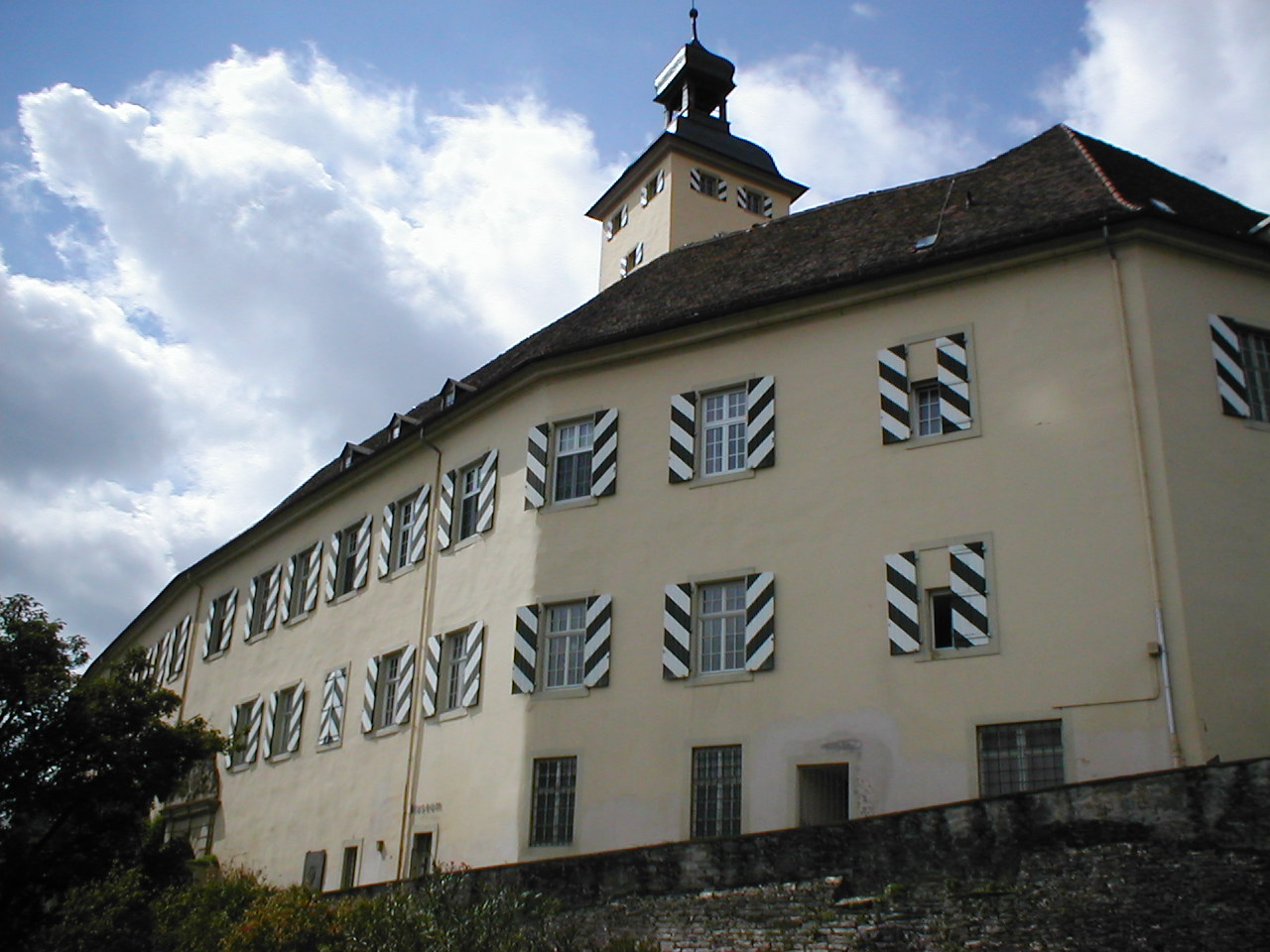
ホーネック城

### 建築
- ホーネック城（城館）は、1525年の農民戦争の際に破壊された古いホーネック城（城砦）の跡に、1533年にドイツ騎士団によって建設された。よく手入れされて保存された高さ35mの主塔はルネサンス様式の七角形の城館施設に取り囲まれる形になった。1724年に建物はバロック化され、ルネサンス様式の張り出しや塔は取り壊された。1897年からこの城館は、サナトリウム、野戦病院、結核療養所として用いられた。1960年からこの城館はジーベンビュルゲン救済会、トランシルヴァニア・ザクセン人の養老院および養護院、ジーベンビュルゲン研究所の博物館、トランシルヴァニア・ザクセン人文化センターに場所を提供している。見所としては、たとえば、城館の門にある15-16世紀のドイツ騎士団の騎士の墓碑の石膏模型がある。
- 城館の近くを、多くの中世後期の防衛塔、16世紀の旧騎士団総長の館、3人のドイツ騎士団総長の胸像をはめ込んだシュロス通り（城館通り）のプルンク門（壮麗門）などが取り囲んでいる。プルンク門の横にある中世の市壁には、由来不明な2枚のレリーフが埋め込まれている。これは、おそらくローマ時代のもので、ヘルメース神とローマの司令官を象ったものであると考えられる。この前には、2つの世界大戦で命を落とした兵士のための戦争記念碑が建てられている。

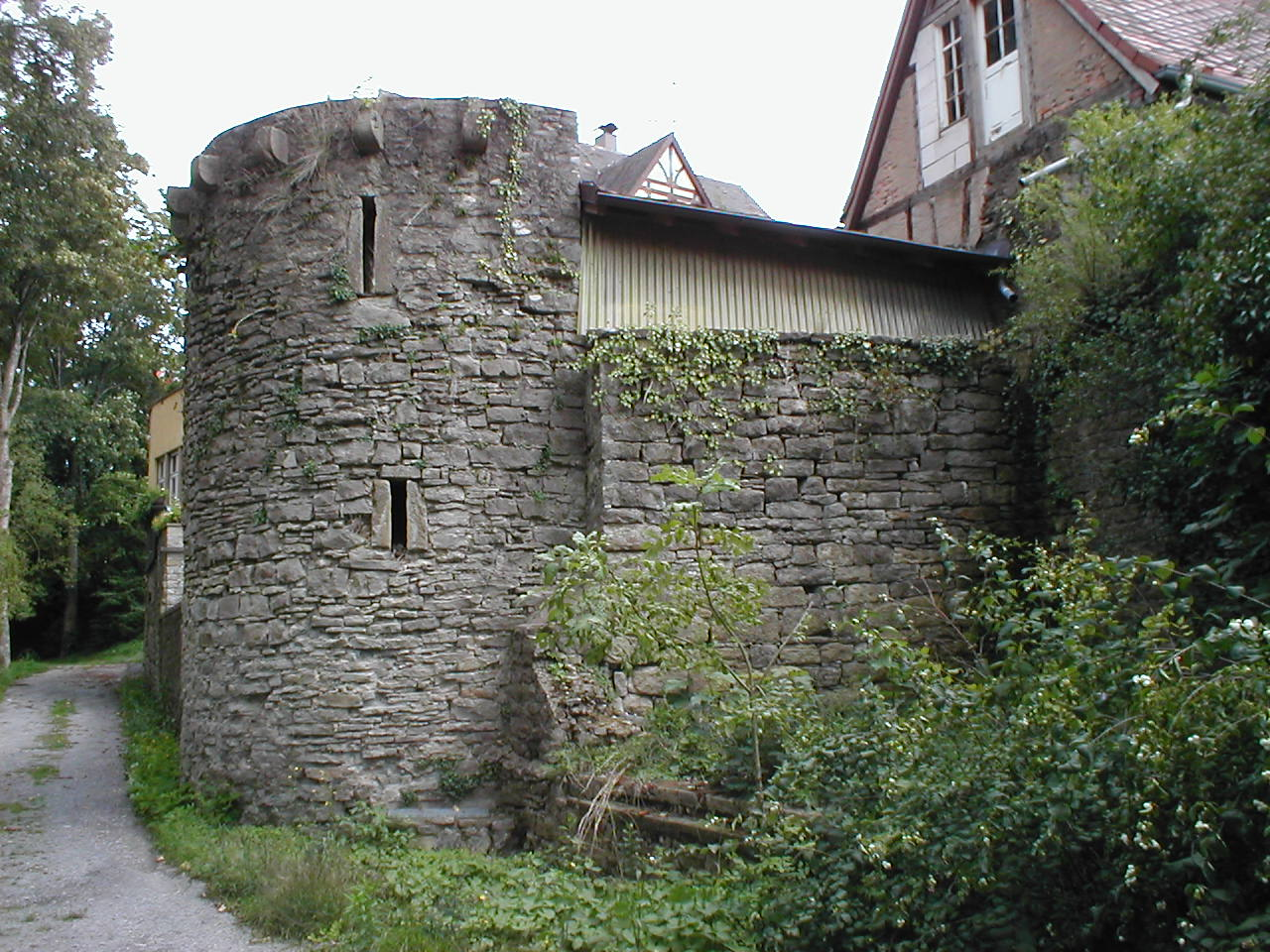
騎士団総長の館裏に遺る城砦防衛施設跡
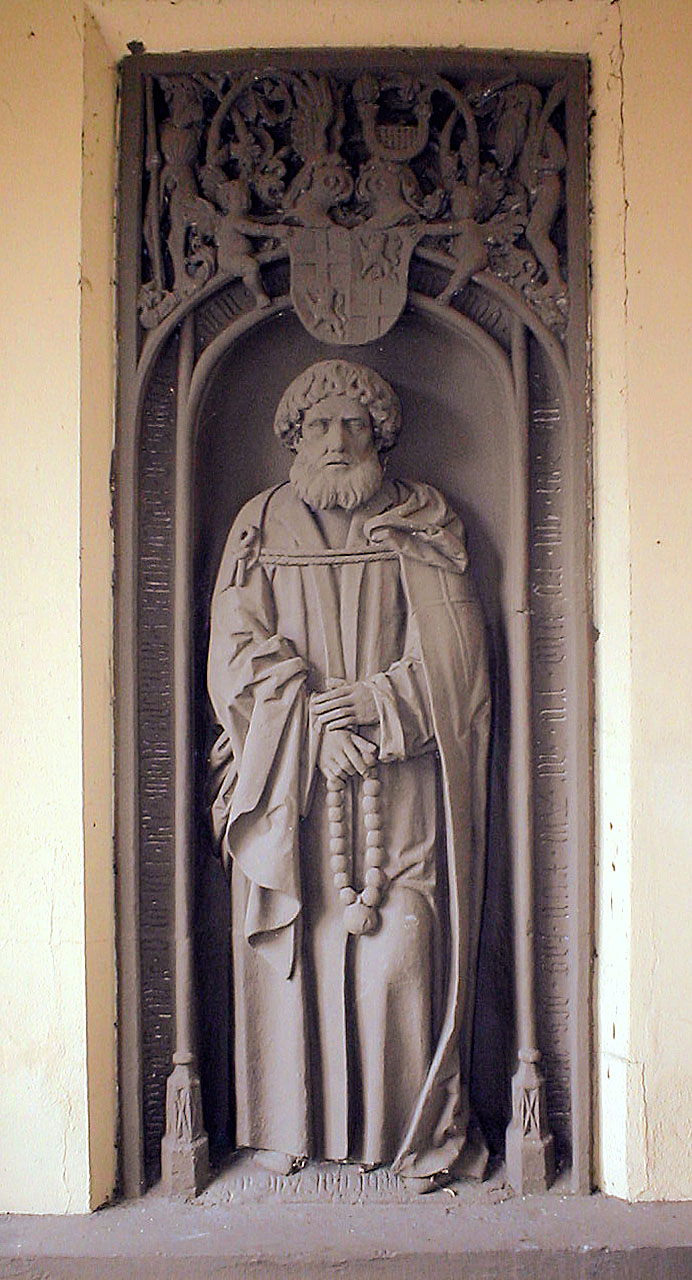
城館の門にはめ込まれたヨハン・アーデルマンの墓碑
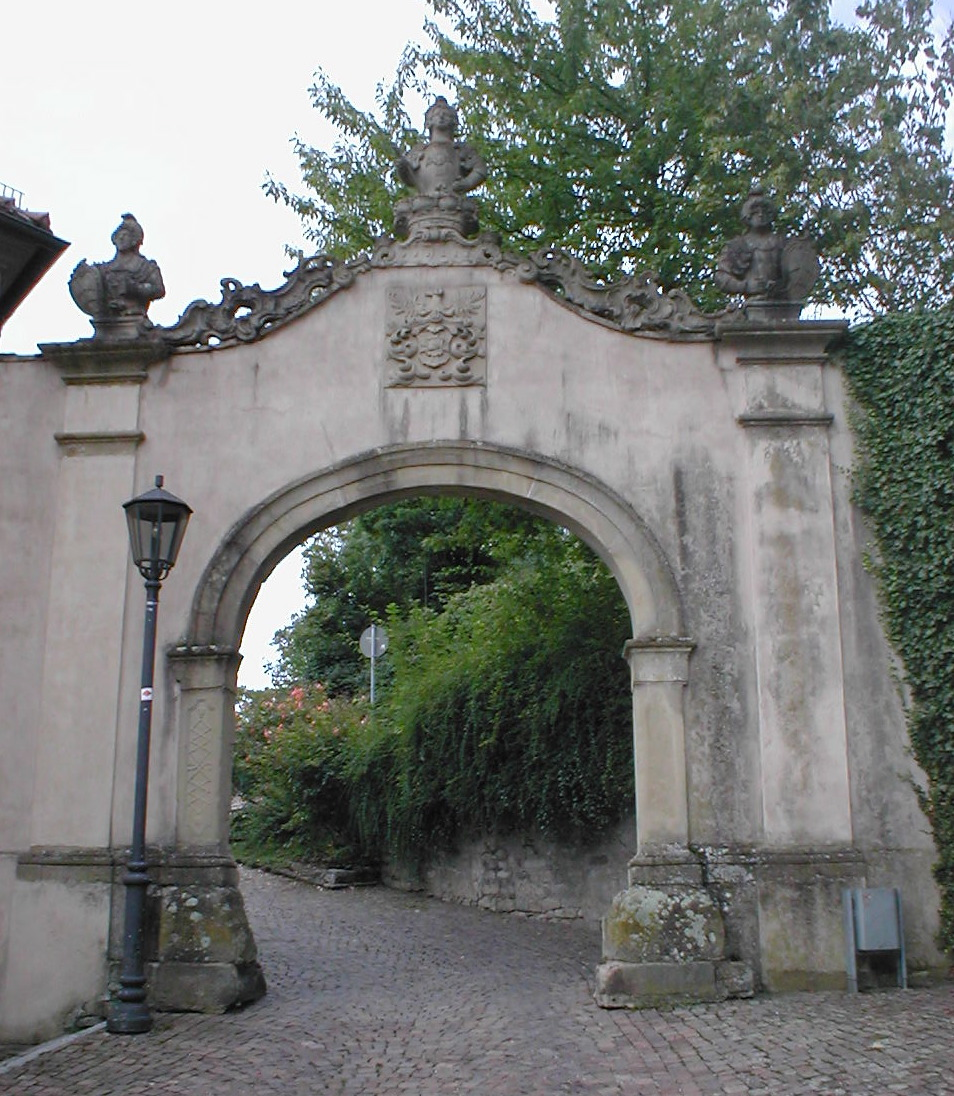
ホーネック城プルンク門
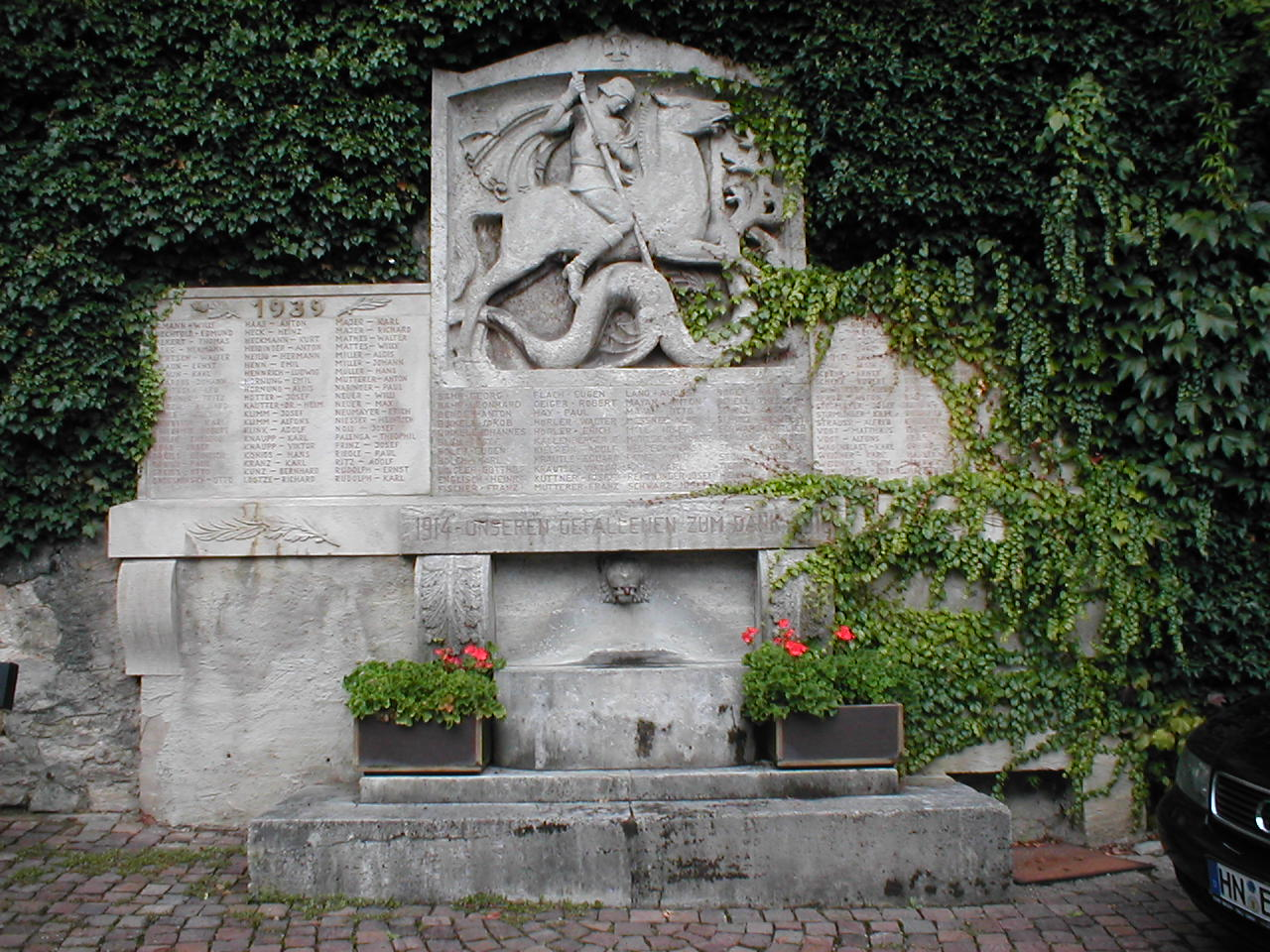
1914-18年の戦争記念碑

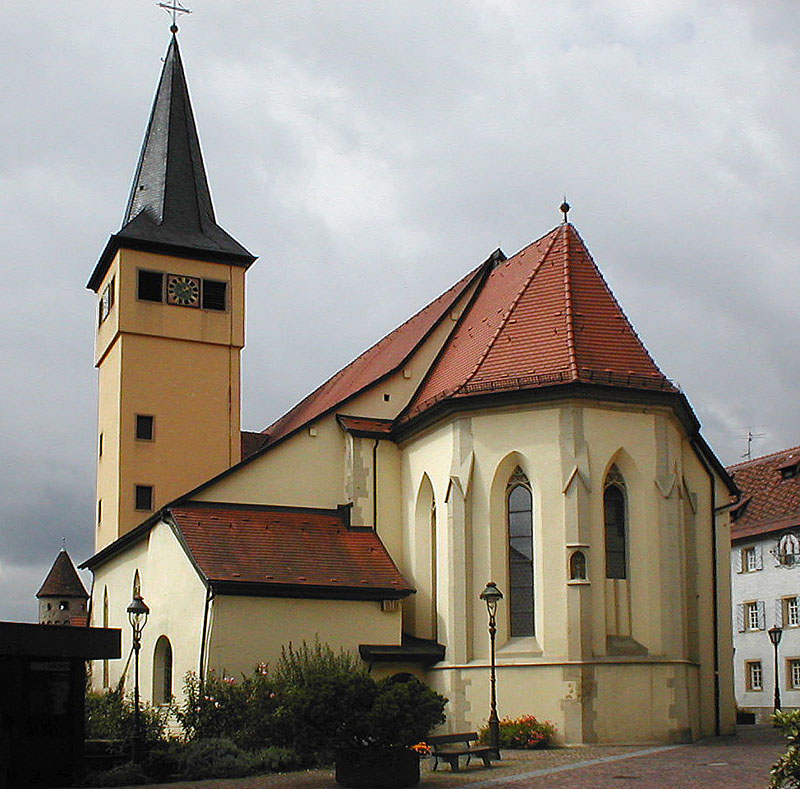
聖ニコラウス市教会

- カトリックの聖ニコラウス市教区教会は、中世のアンナ礼拝堂に起源を持つ、かつてのドイツ騎士団の施療教会である。東の内陣を有する建物は、15世紀にゴシック様式の網目状ヴォールトを持つ南のフリューメス礼拝堂と塔が増築された。1701年にバロック様式化され、身廊は1922年から23年にかけて西側と北側に拡張された。1976年にさらに改築が行われ、本来教会の西側にあった塔が、現在は教会の中央に位置することとなった。この教会には、数多くの歴史的な祭壇や墓碑が保存されている。
- 市教会の北にある薬局は、1550年に建設され、1595年には、ドイツ騎士団によって、元々西隣にあった施療教会の代用として施療機能を引き継いだ。1525年のドイツ農民戦争により破壊され、その後再建されたが、規模は小さくなった。建物は、特徴的なルネサンス様式の張り出し部を持ち、その近くには1777年に作製されたエリーザベト・フォン・テューリンゲンと物乞いを象った彫刻がある。この建物は、1832年から薬局として用いられている。
- 墓地のゲオルク礼拝堂は、元々グンデルスハイムの市教会であった。この教会は1295年にはすでに存在が確認されており、珍しいことに、長堂に対して一段高く、小塔を戴く内陣が造られている。低い方の長堂部分がより古い建築であり、高くなった内陣部分は1473年に増築されたものである。

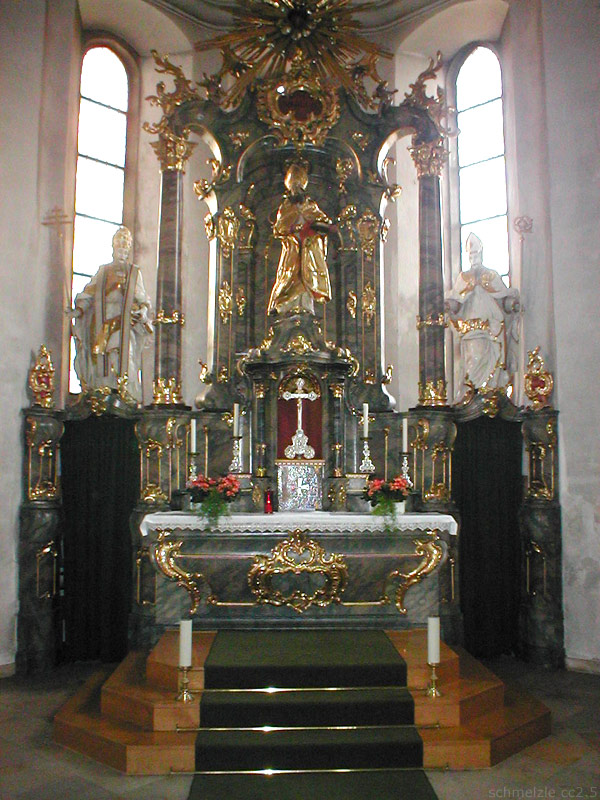
市教会の主祭壇
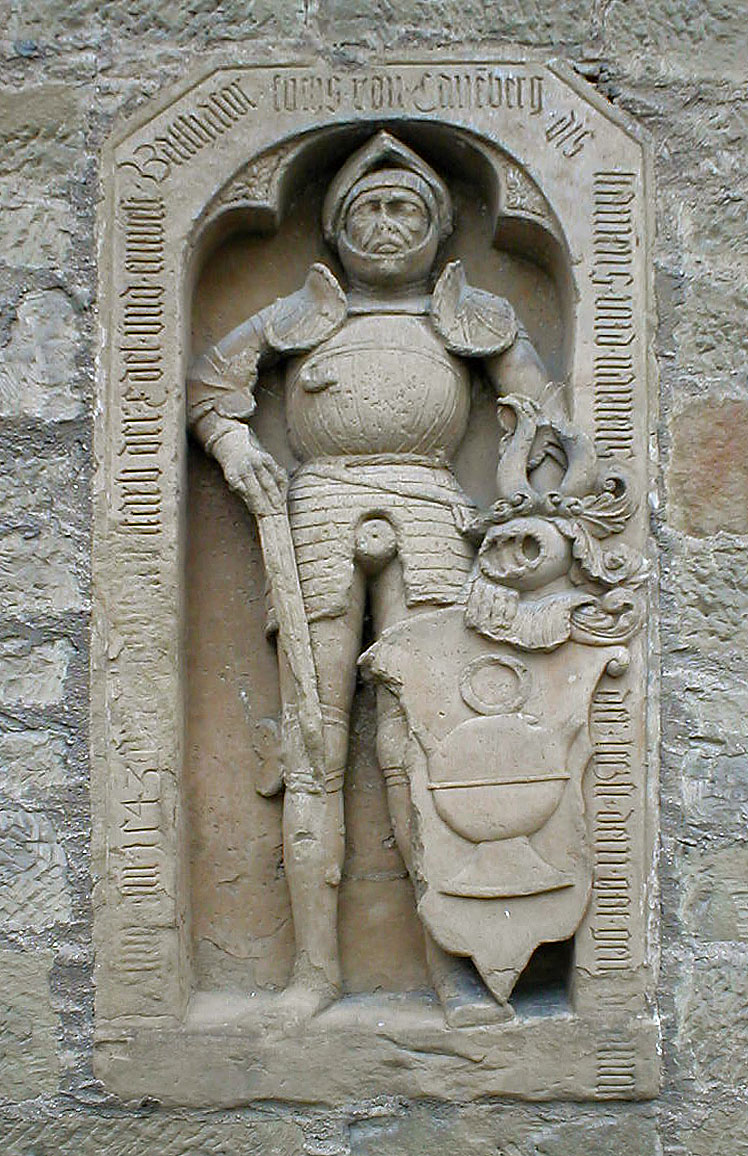
市教会に遺るフックス・フォン・カンネンベルクの墓碑
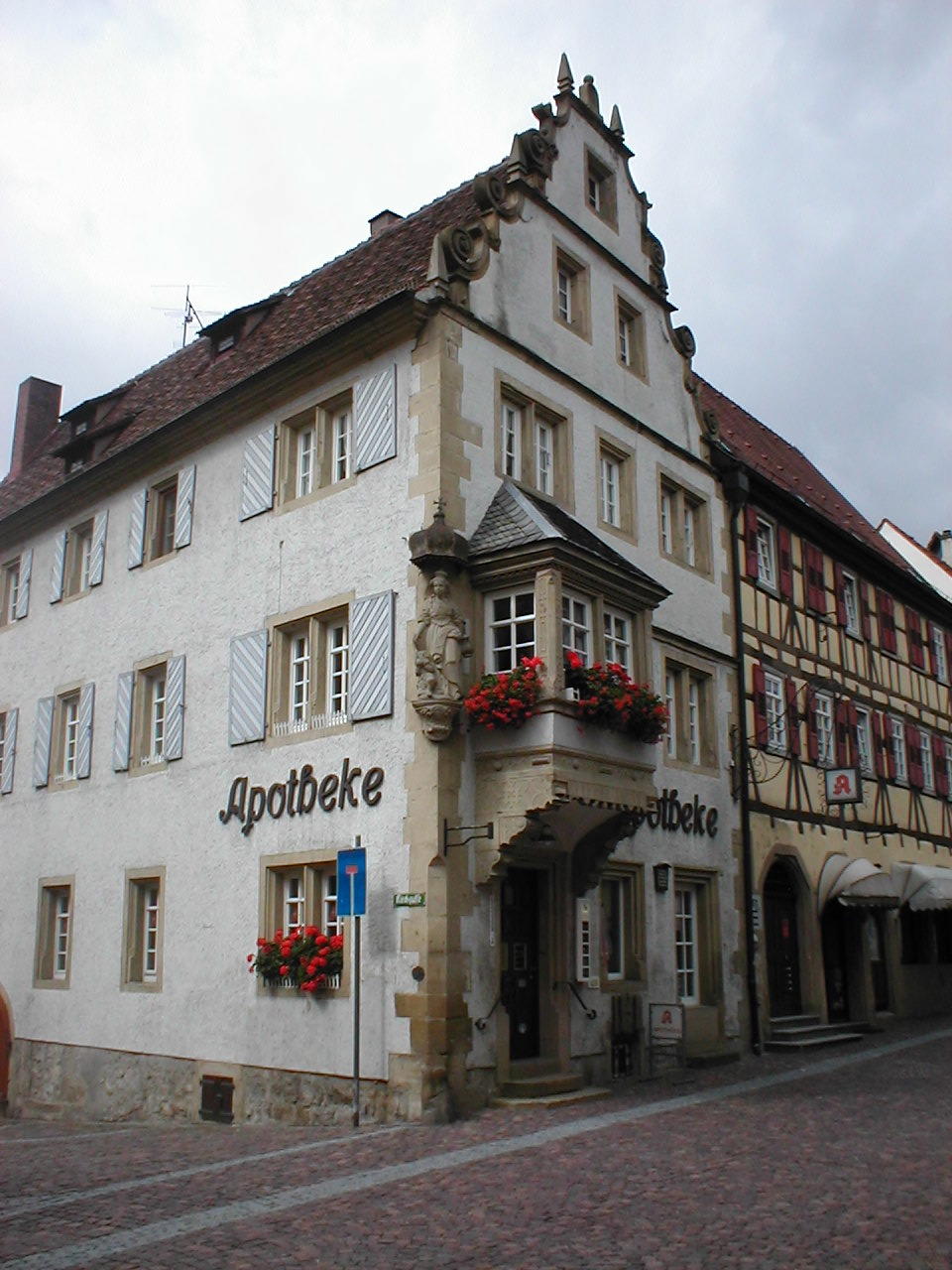
薬局（旧施療教会）

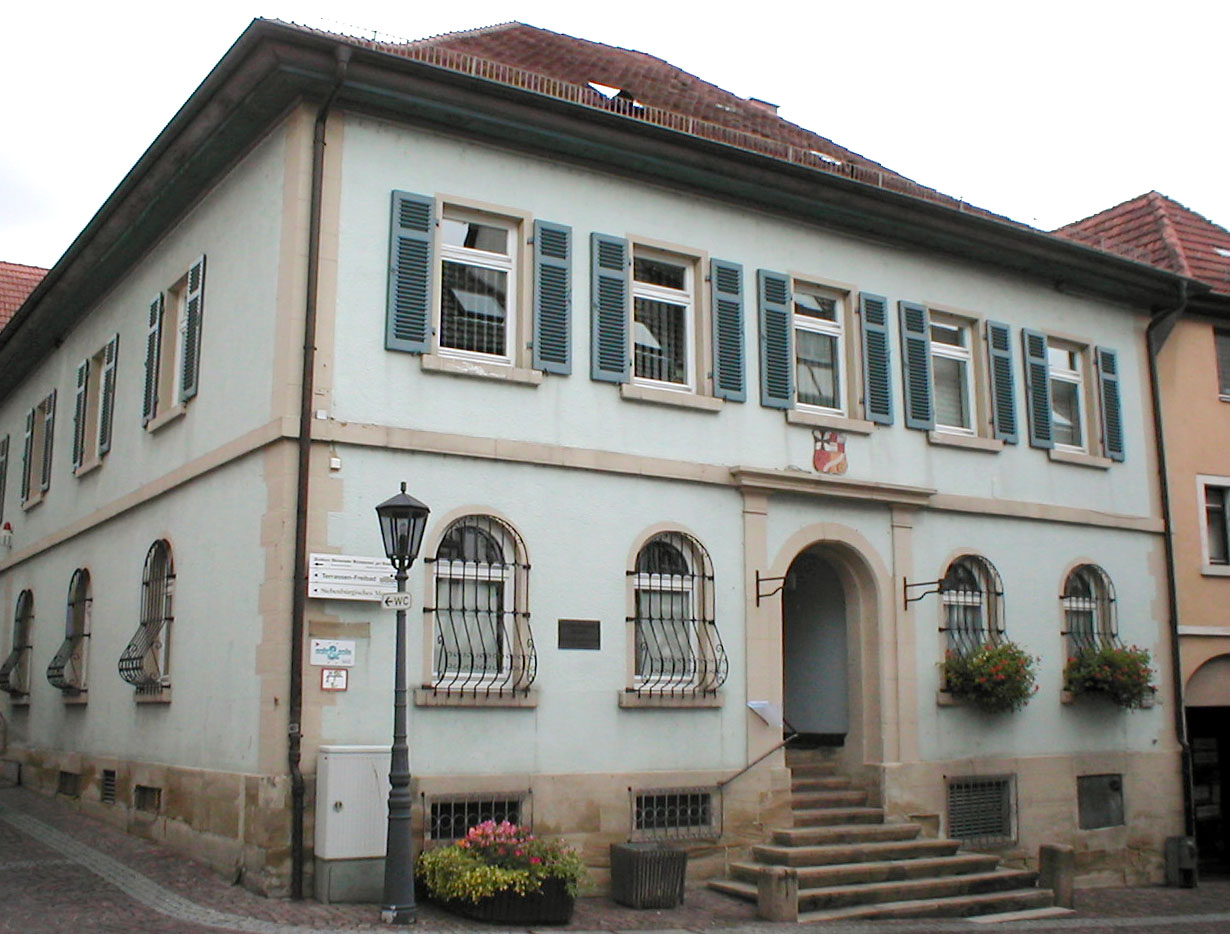
1860年 - 1979年の旧市庁舎

- 薬局の北隣にかつての学校・市役所がある。この建物は、1541年に建設され1860年まで市役所として用いられた後、学校となった。この向かいに、1860年から1979年まで用いられた第二の旧市役所がある。その後、ティーフェンバッハ通りに現在の近代的な機能建築の市役所が建設された。シュルガッセ（学校通り）には、1785年から1910年まで用いられたもう一つの旧学校がある。
- シュロス通りの旧ドイツ騎士団庁舎には、騎士団総長ヨハン・クリストフ・フォン・ブーゼック（1687年 - 1759年）の紋章が掲げられている。ゲッツ・フォン・ベルリヒンゲンは、1525年のドイツ農民戦争の際、この建物で放棄した農民軍の歩兵隊長に任命された。

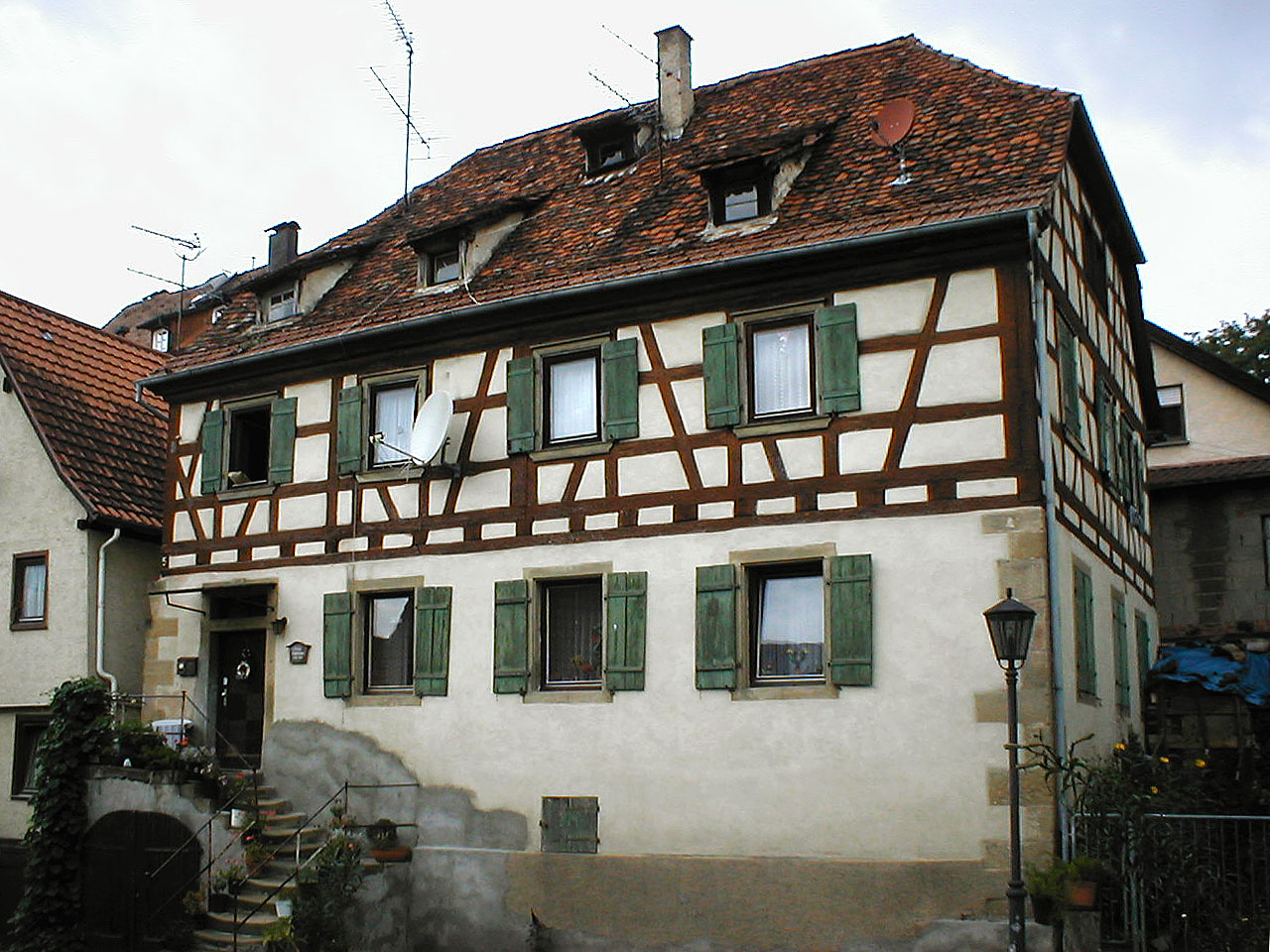
1785年 - 1910年の旧学校
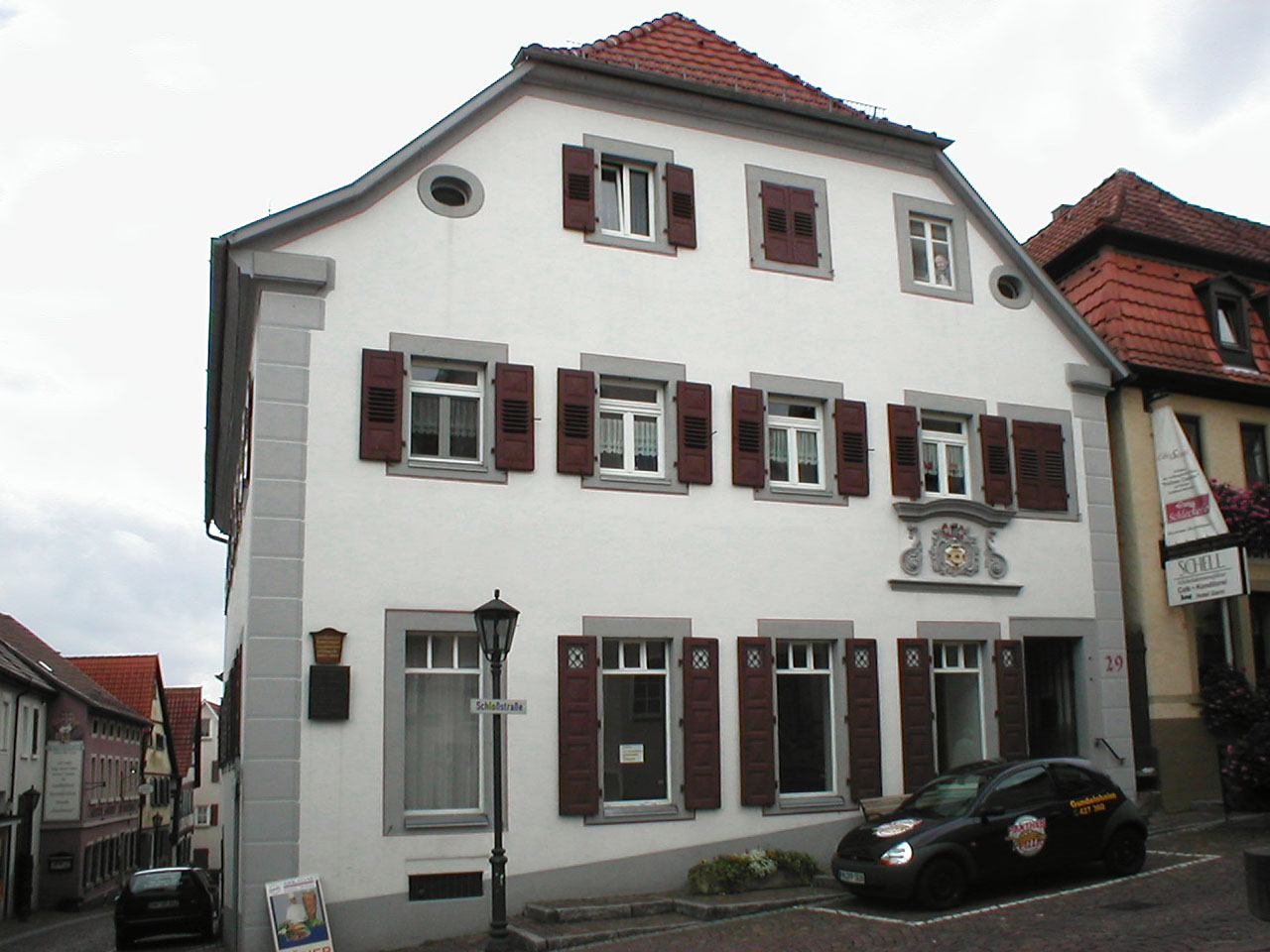
旧ドイツ騎士団庁舎
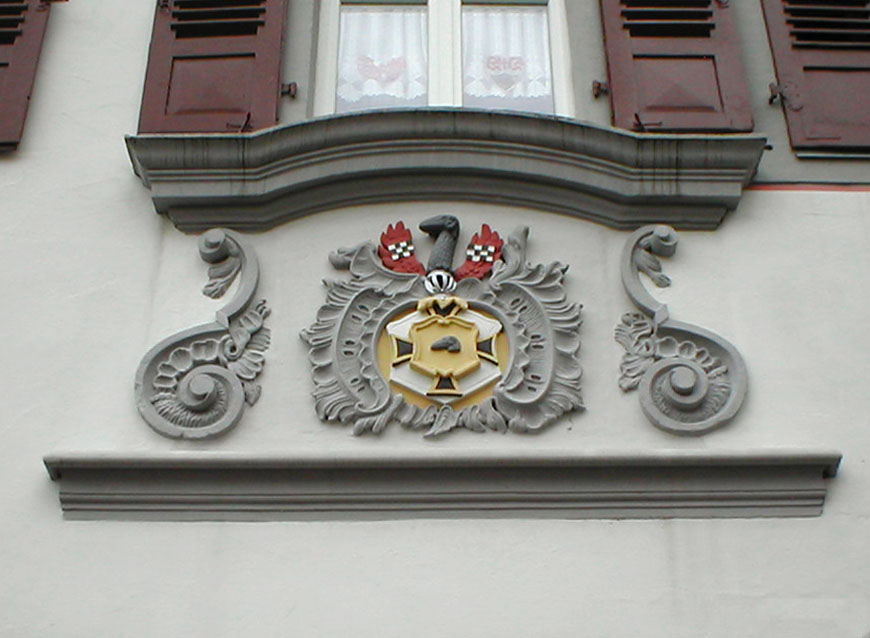
ブーゼックの紋章

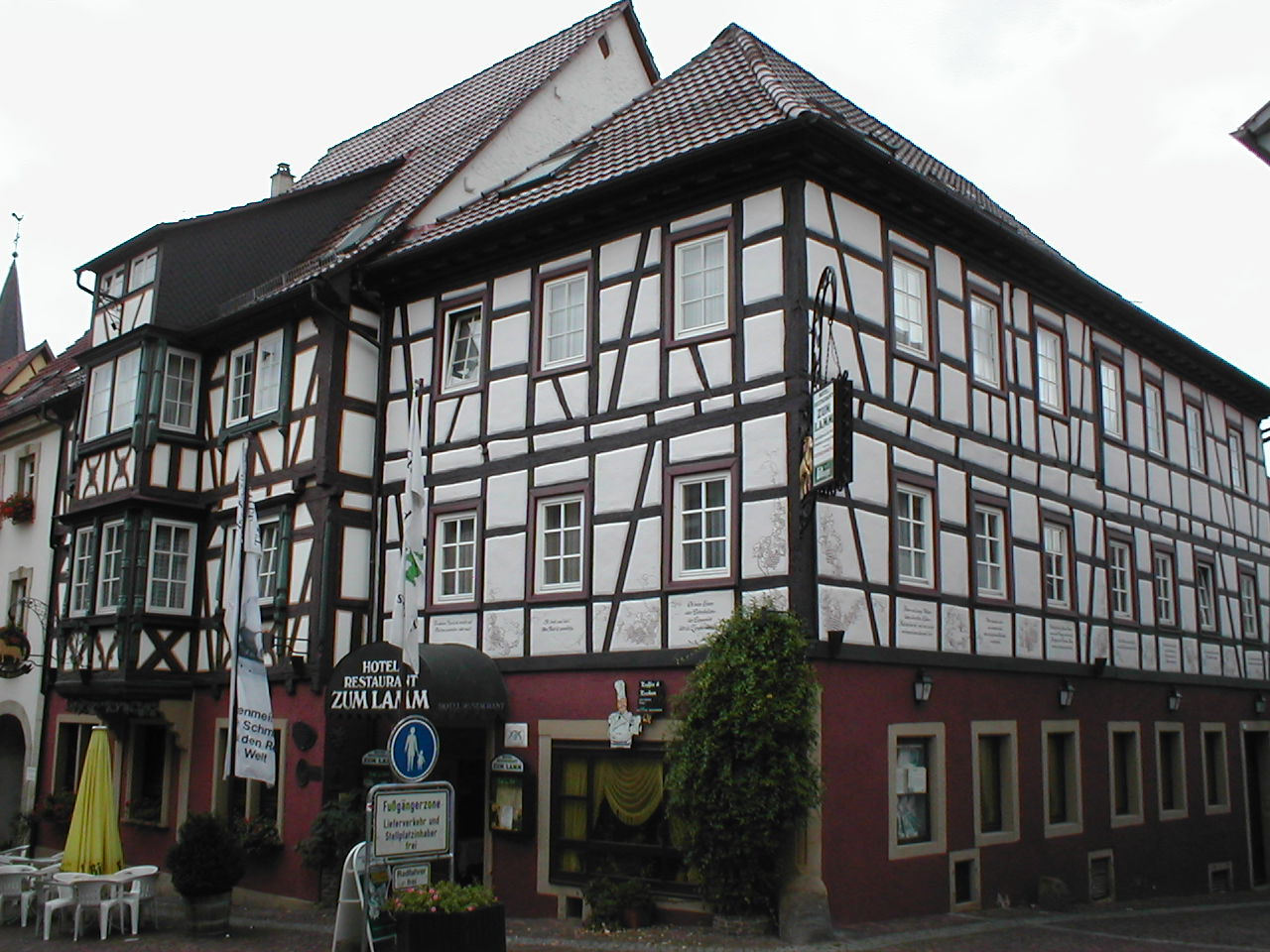
歴史的な宿屋「子羊亭」

- グンデルスハイム旧市街全域に、歴史的建築物が数多く点在している。17世紀から18世紀の木組み建築としては、1692年に建造された歴史的な宿屋 Zum Lamm（子羊亭）がその代表である。ヴィンターガッセ3番地には、優雅な砂岩の胸壁やベンチを持ち、最近改修された開放的な前庭を見せるルイ16世紀様式の風変わりな建物がある。
- シュロス通りには、歴史的建造物の他に円柱に乗った聖人像がある。1751年作の聖ミヒャエルと1772年作の無原罪のマリア像である。

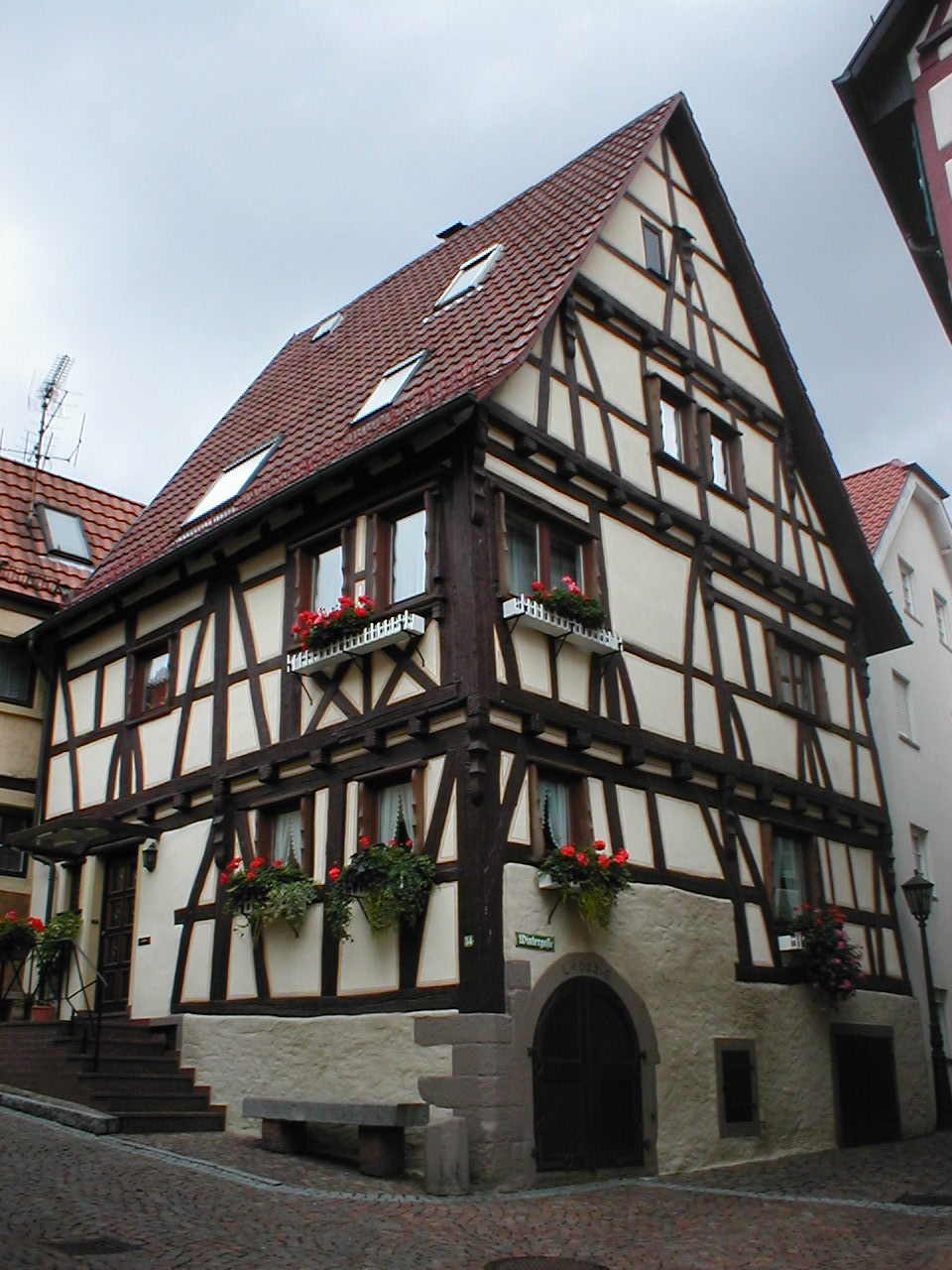
1607年建造の木組み建築
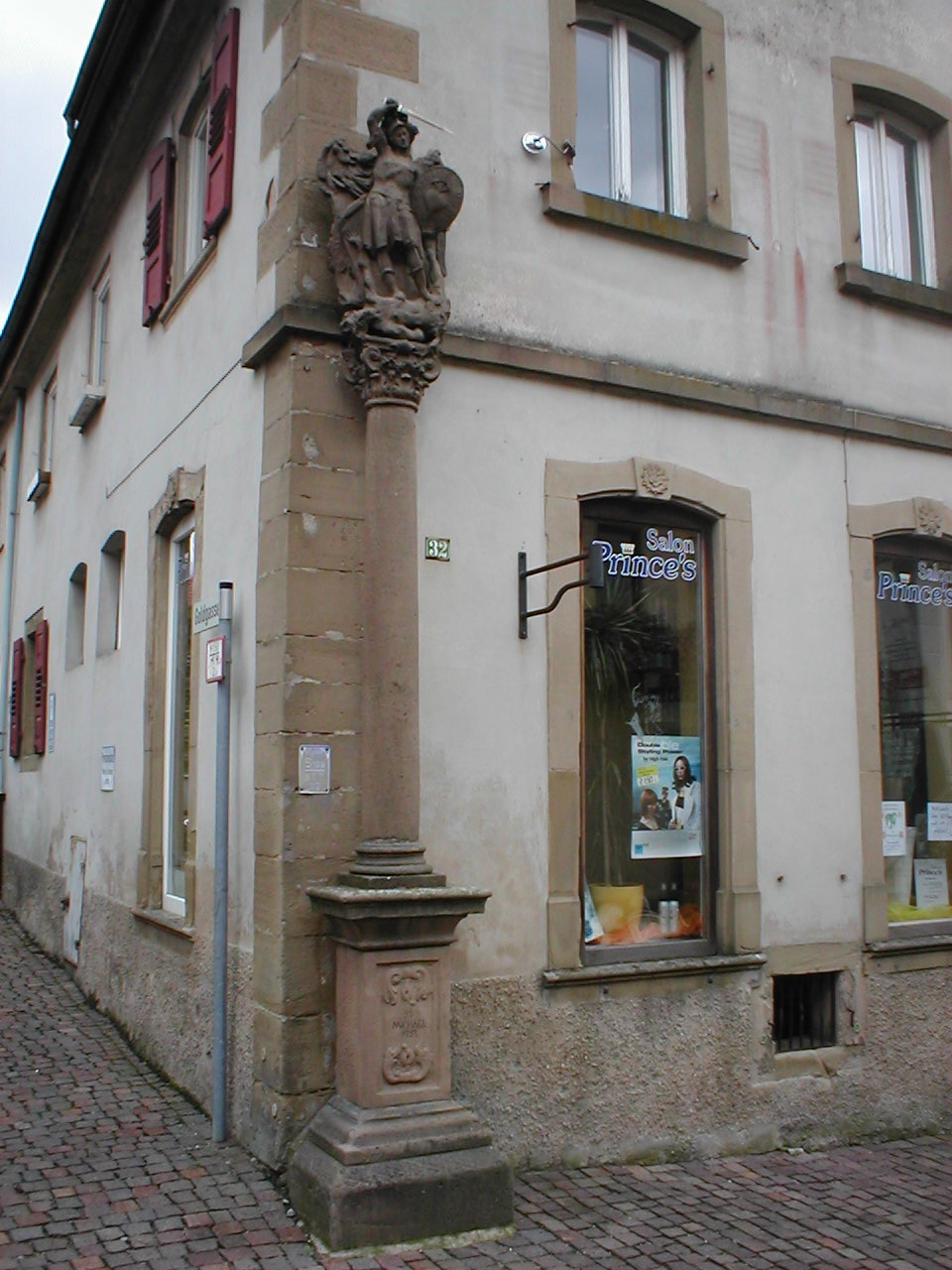
1751年作の聖ミヒャエル像
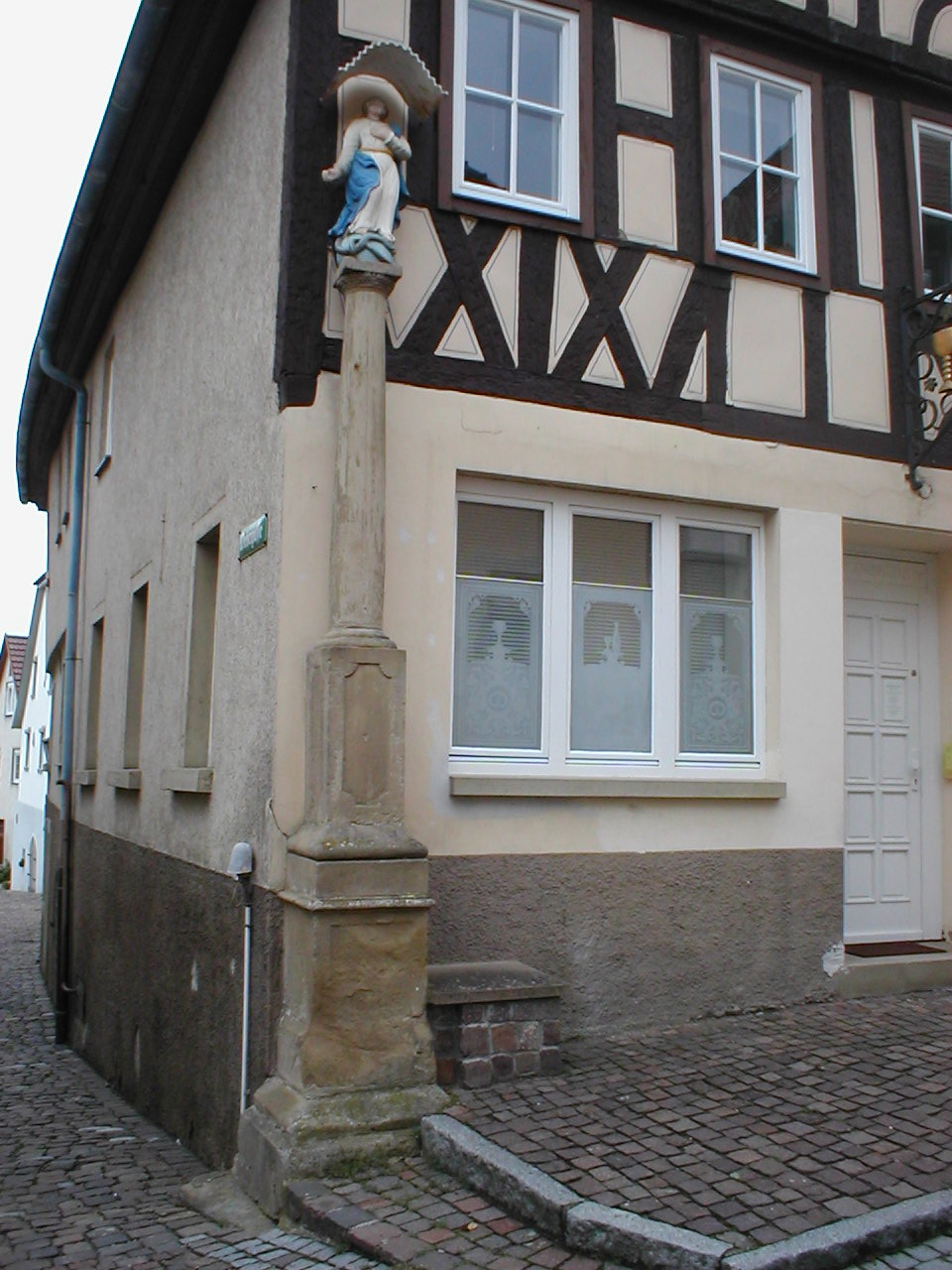
1772年作、無原罪のマリア像

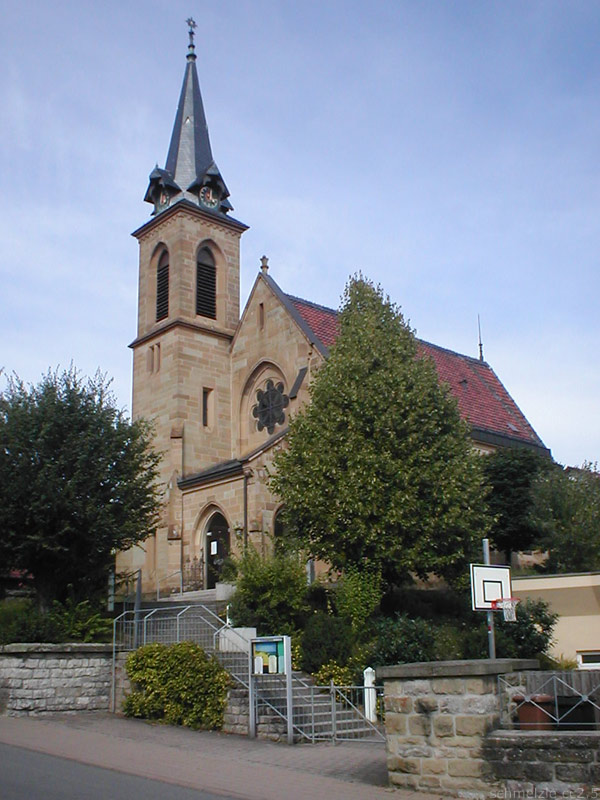
プロテスタント教会

- 中世の市域外では、1839年建造のパン焼き小屋や、ティーフェンバッハ通りに1895年 - 96年のネオゴシック様式のプロテスタント教会がある。
- ティーファーバッハへ向かう街道沿いに、1627年建造の礼拝堂と、キリスト磔刑の群像、およびその他の像からなるカルファリエンベルクの「十字架の道行き」がある。この礼拝堂は、元々はモスバッハへ向かう街道筋にあったが、19世紀に現在の場所に移築された。

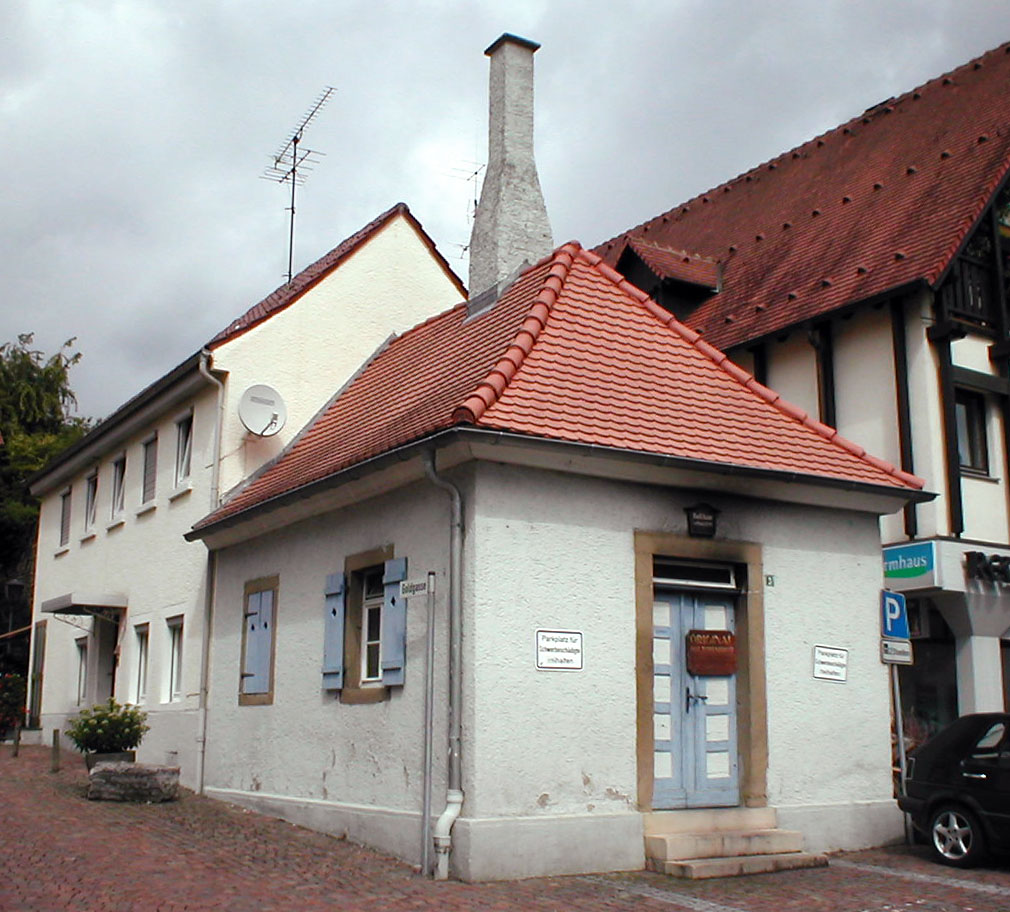
1839年建造のパン焼き小屋
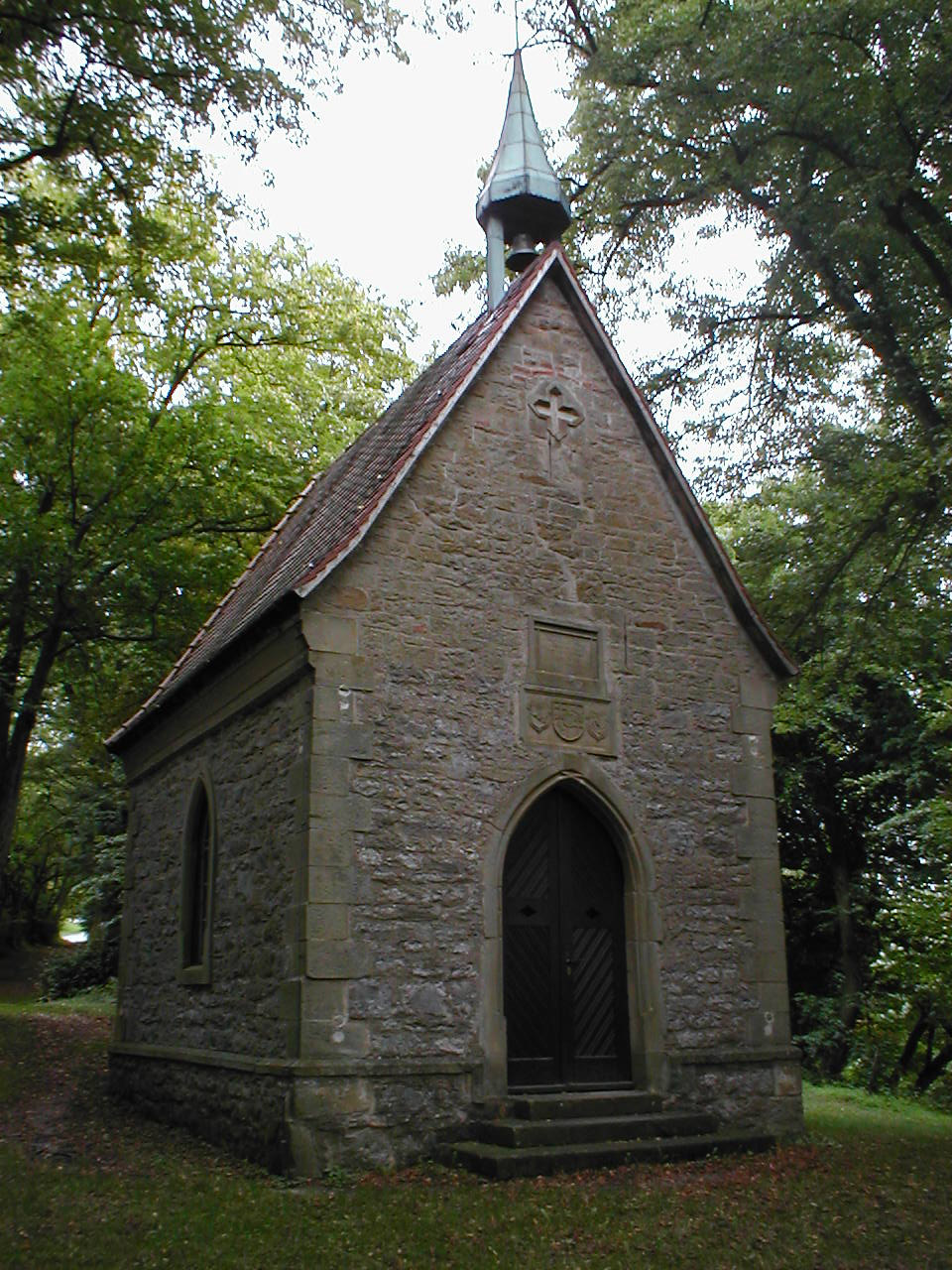
1627年建造のカルファリエンベルクの礼拝堂
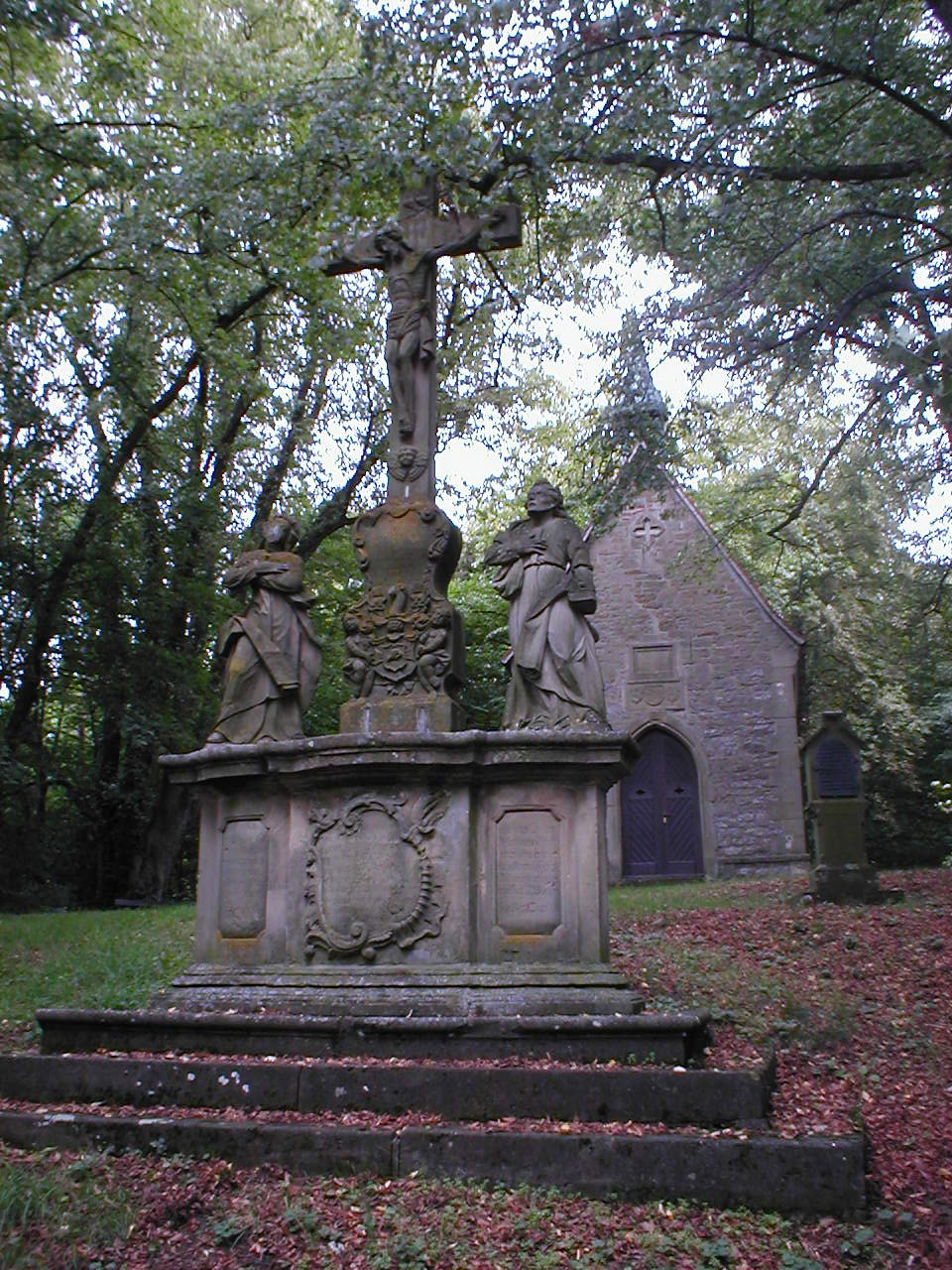
カルファリエンベルクの磔刑の群像

### 博物館
ホーネック城のジーベンビュルゲン博物館には、ジーベンビュルゲン関連のコレクションが展示されている。この博物館は、トランシルヴァニア・ザクセン人に関する世界最大の博物館である。

### 年中行事
- 2007年9月に3年ぶりにグンデルスハイム旧市街祭が開催された。
- 1981年から毎年、地区連合主催の街道祭が開催されている。

## 経済と社会資本

### 交通
グンデルスハイムは、ネッカータール鉄道（ハイデルベルク - バート・フリードリヒスハル）によって広域鉄道網に接続している。また、連邦道B27号線がグンデルスハイムを通過している。
オーバーグリースハイム地区には1971年からフランケン鉄道（シュトゥットガルト - ヴュルツブルク）の駅が設けられている。

### メディア
グンデルスハイムでのできごとは、日刊紙 Heilbronner Stimmeの北中部版 (NM)に掲載される。

### ブドウ栽培
グンデルスハイムは、ヴュルテンベルク・ワイン産地区分で、ヴュルテンベルク・ウンターラント地方シュタウフェンベルク地区に属するワイン町である。
この町は、シュタイルラーゲ・ヒンメルライヒ（「急勾配の天国」）で広く知られている。このブドウ畑は、ミヒェルスベルクの岩棚に1mほどの塀を巡らして開墾されたブドウ畑で、一部が州営、一部が私有地となっている。

## 人物

### 出身者
- カスパール・グレーター（グレーバー、グレッターとも。1501年 - 1556年）ルター派の神学者、宗教改革家
- パウル・ヴィルヘルム・ヴェンガー（1912年 - 1938年）時事評論家。コンラート・アデナウアーの政治顧問